# Stjärna på himmelen
"Stjärna på himmelen" ("Stjärna på himlen" i singelformat) är en låt framförd av den svenska popartisten Drömhus, skriven av Per Andréasson och Anders Dannvik. Låten var Drömhus bidrag i Melodifestivalen 1999 där den slutade på andra plats. Den har getts ut på singel och på Drömhus andra studioalbum Längtan i augusti 1999.
Singeln låg som högst på sjätte plats på den svenska singellistan. Den låg på Trackslistan i 13 veckor under perioden 13 mars-1 maj 1999. Den 3 april 1999 testades den på Svensktoppen, men lyckades inte ta sig in på listan.

## Låtlista
| Nr | Titel                                | Kompositör                      | Längd |
| -- | ------------------------------------ | ------------------------------- | ----- |
| 1. | Stjärna på himlen (Radio Version)    | Per Andréasson, Anders Dannvik  | 3:03  |
| 2. | Stjärna på himlen (Extended Version) | Andréasson, Dannvik             | 5:36  |
| 3. | Stjärna på himlen (Ferari Remix)     | Andréasson, Dannvik             | 4:41  |
| 4. | Ge upp (Radio Version)               | Ari Lehtonen, Therese Grankvist | 3:39  |

## Medverkande
- Therese Grankvist (Drömhus) – sång
- Angelica Tibblin Chen – styling
- Steff Granström – fotografi
- Ari Lehtonen – arrangemang, producent
- Gio Liljebäck – smink
- Amy Lindblad – design
- Mia Lorentzson – mastering
- Johanna Nyström – bakgrundssång
- Per Stappe – ljudmix

Information från Discogs.

## Listplaceringar
| Lista (1999)                | Högsta position |
| --------------------------- | --------------- |
| Sverige (Sverigetopplistan) | 6               |